# ZSB
(Carl Breer mentre osservava uno stormo di oche selvatiche)

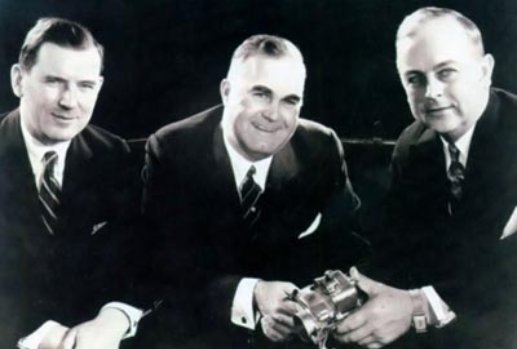
Fred Zeder, Owen Skelton e Carl Breer nel 1933

La sigla ZSB identifica tre designer automobilistici statunitensi che lavorarono per prima per la casa automobilistica Studebaker e poi per la Chrysler a partire dagli anni venti: Fred Zeder, Owen Skelton e Carl Breer. Sono tra i maggiori esponenti del fenomeno Streamlining sviluppatosi negli Stati Uniti verso l'inizio degli anni trenta. Una delle loro opere più famose fu la Chrysler Airflow. Vennero soprannominati "i tre moschettieri" per l'efficiente team di lavoro che riuscirono a creare all'interno dell'azienda americana. Fecero della ricerca aerodinamica il loro marchio di fabbrica, arrivarono pure a convincere Walter Chrysler a costruire una galleria del vento privata all'interno dell'azienda grazie alla supervisione di Orville Wright.